# فیزوستوم

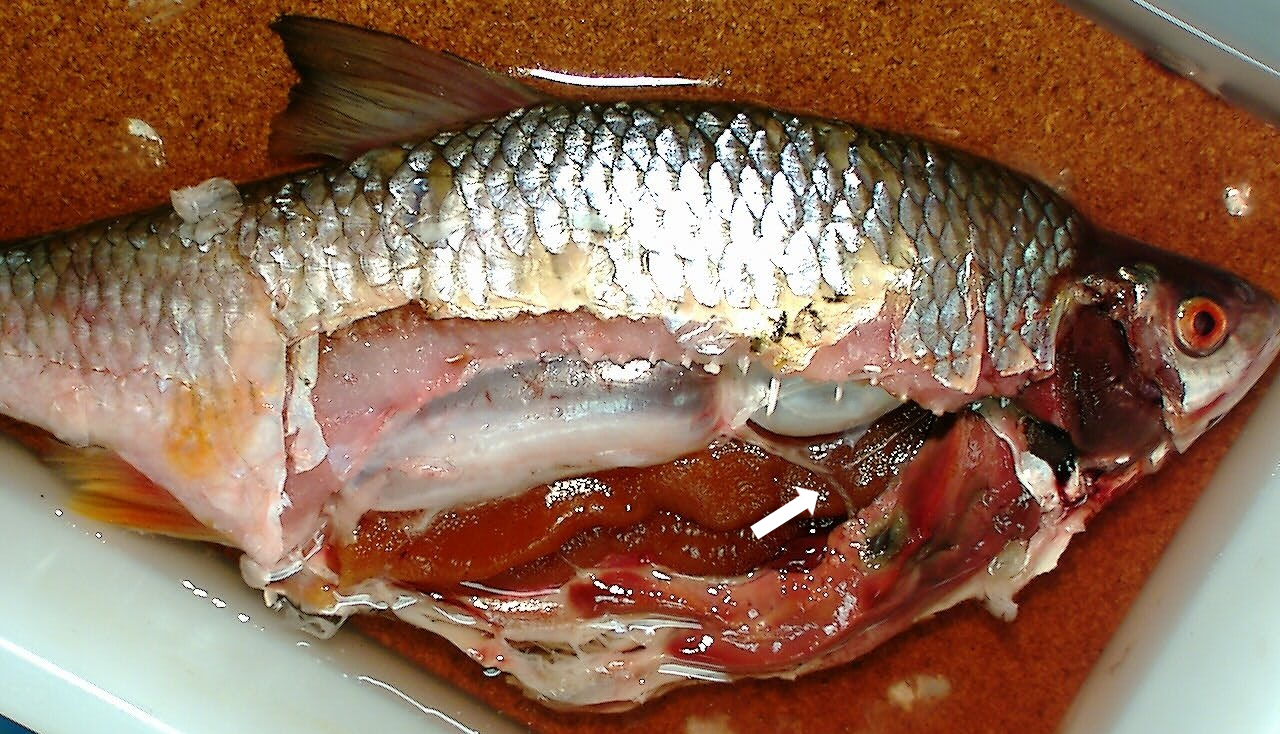
مجرای پنوماتیکوس از مثانه گاز به روده در یک راد مشترک.

فیزوستوم ها (physostome)، ماهی هایی هستند که دارای یک مجرای پنوماتیکی هستند. این مجرا بادکنک شنا را به لوله گوارشی متصل می کند و اجازه می دهد تا بادکنک شنا از طریق دهان پر یا تخلیه شود. این امکان نه تنها به ماهی اجازه می دهد تا مثانه خود را با تنفس دهانی (بلعیدن هوا) پر کند، بلکه میتواند به سرعت به سمت بالا و سطح آب بالا رود بدون اینکه مثانه تا نقطه ترکیدن منبسط شود. در مقابل، ماهیانی که بادکنک هوا ندارند، فیزوکلیستی نامیده می شوند.
ماهی هایی که دارای فیزوستوم هستند شامل پرباله‌ماهیان، ماهی سرسوسماری ، بعضی از گونه های کپور، قزل آلا، شاه‌ماهی، گربه ماهی، مارماهی و شش ماهی است. در حالی که بادکنک شنا در ماهی به طور عمده به عنوان یک اندام شناوری عمل می کند، برخی از فیزوستوم ها (اگرچه نه همه) می توانند از بادکنک شنای خود به عنوان ریه استفاده کنند. این مکانیزم به آنها اجازه می دهد در شرایطی که سطح اکسیژن آب به حدی کاهش یافته است که منجر به مرگ ماهی های دیگر می شود، از اکسیژن بلعیده شده از اتمسفر و موجود در بادکنک شنا استفاده کرده و زنده بمانند.

## مراجع
- Steen, Johan B. (1970). "The Swim Bladder as a Hydrostatic Organ". Fish Physiology. Vol. 4. San Diego, California: Academic Press, Inc. pp. 413–443. ISBN 9780080585246.

## لینک های خارجی
- Martin, W. (2000). "Swimbladder Physiology". Davidson College. Archived from the original on 16 September 2012.